# Kolbrún Halldórsdóttir
Kolbrún Halldórsdóttir (née le 31 juillet 1955) est une femme politique islandaise du mouvement Gauche-Verts . Elle a été membre de l' Althing de 1999 à 2009. Elle a été ministre de l'environnement et ministre de la coopération nordique en 2009. Elle est présidente de l'ECA - Conseil européen des artistes (2011).

## Soutient aux artistes incarcérés
Kolbrún Halldórsdóttir en tant que présidente du Conseil européen des artistes, s'est jointe à la grande campagne internationale Freemuse pour le musicien iranien Mehdi Rajabian et son frère cinéaste Hossein Rajabian ,.